# Ржепішевський Олександр Іванович
Ржепішевський Олександр Іванович (1879, Ізмаїл, Бессарабська губернія — 1930, Москва, СРСР) — український архітектор доби сецесії (модерн), що працював переважно в місті Харків.

## Життєпис
Народився у Ізмаїлі Бессарабської губернії у родині офіцера. У 1882 р. разом з батьками переїхав до Аккерману Одеської губернії.
Навчався в Аккерманській чоловічій гімназії, потім у 4-й Одеській гімназії, далі слідом за старшими братами вступив на фізико-математичний факультет Новоросійського університету (Одеса). Вирішивши стати архітектором, їде до Санкт-Петербургу, де у 1903 році закінчує Петербурзький інститут громадянських інженерів із золотою медаллю. Отримав право продовжити навчання за кордоном. Відбув у Париж, де навчався в Сорбонні у 1904⁣ — ⁣1906 рр.
Повернувся до Російської імперії та одружився. Розраховувати на допомогу родини батьків не міг, оскільки вона була багатодітною. Об'єднавшись з давнім приятелем, архітектором Миколою Васильєвим, розпочав участь в архітектурних конкурсах, що проводили в Петербурзі. Проєкт нового купецького банку двох архітекторів сподобався і був прийнятий для реалізації гільдією купців міста Харкова. Ржепішевський був запрошений до Харкова для нагляду за реалізацією проєкту банка.
В Харкові працював у 1910⁣ — ⁣1920 рр., де створив цілу низку споруд, які зараз є пам'ятками архітектури. Одна з останніх споруд архітектора — санаторій «Долоси», місто Ялта, Крим.
Ржепішевський — один з ініціаторів створення в Російській імперії «Товариства приватних квартир», яке можна вважати прообразом сучасних будівельних кооперативів. Квартири в таких будинках були власністю мешканців, кожен власник міг вибрати індивідуальне оздоблення і планування. Один з перших таких будинків було побудовано за його проєктом на вулиці Римарській, 6 у 1912 р. Він став відомий як «Будинок з фонтанами», бо у під'їзді архітектор розмістив декілька водограїв, частина з них працює й нині. Власниками квартир були особи «вільних професій» — юристи, лікарі, архітектори. У цьому ж будинку мешкав і сам Олександр Іванович, а також архітектор Віктор Абрамович Естрович. Квартири складалися з 4-6 кімнат, мали приймальню та кабінет. У 1914 році після побудови ще одного компанійського будинку, але з більшими кімнатами (до 50 кв. метрів) архітектор з родиною переселився на вул. Римарська, 19, де займав з родиною дві квартири.
Після початку радянської окупації України втратив все своє майно та засоби існування, від його двох квартир радянська влада залишила йому лише одну кімнату. Вирішив з родиною переїхати до Криму, щоб емігрувати. Але перебуваючи там, познайомився з другою дружиною та вирішив залишитися. Пізніше переїхав до Москви, де жив у бідності та безвісності на вулиці Герцена (нині Велика Никитська вулиця).
Брат Михайло Іванович Ржепішевський жив в Одесі на Коблевській вулиці (нині вулиця Павла Зеленого), 36 і у 1916 році був членом ОВІРТТ.
Був двічі одружений. Він — батько однієї з перших радянських кінозірок Наталії Гланн та відомої радянської балетмейстерки Галини Шаховської.
Як «буржуазний елемент» був заарештований у 1930 р. та шість місяців перебував у в'язниці. Після звільнення з ув'язнення хворів, помер через два місяці після виходу з тюрми від серцевого нападу. Місце поховання невідоме.

## Творчість
Автор 27 будівель у Харкові у стилі західноєвропейського модерну, багато з них є памятками архітектури:

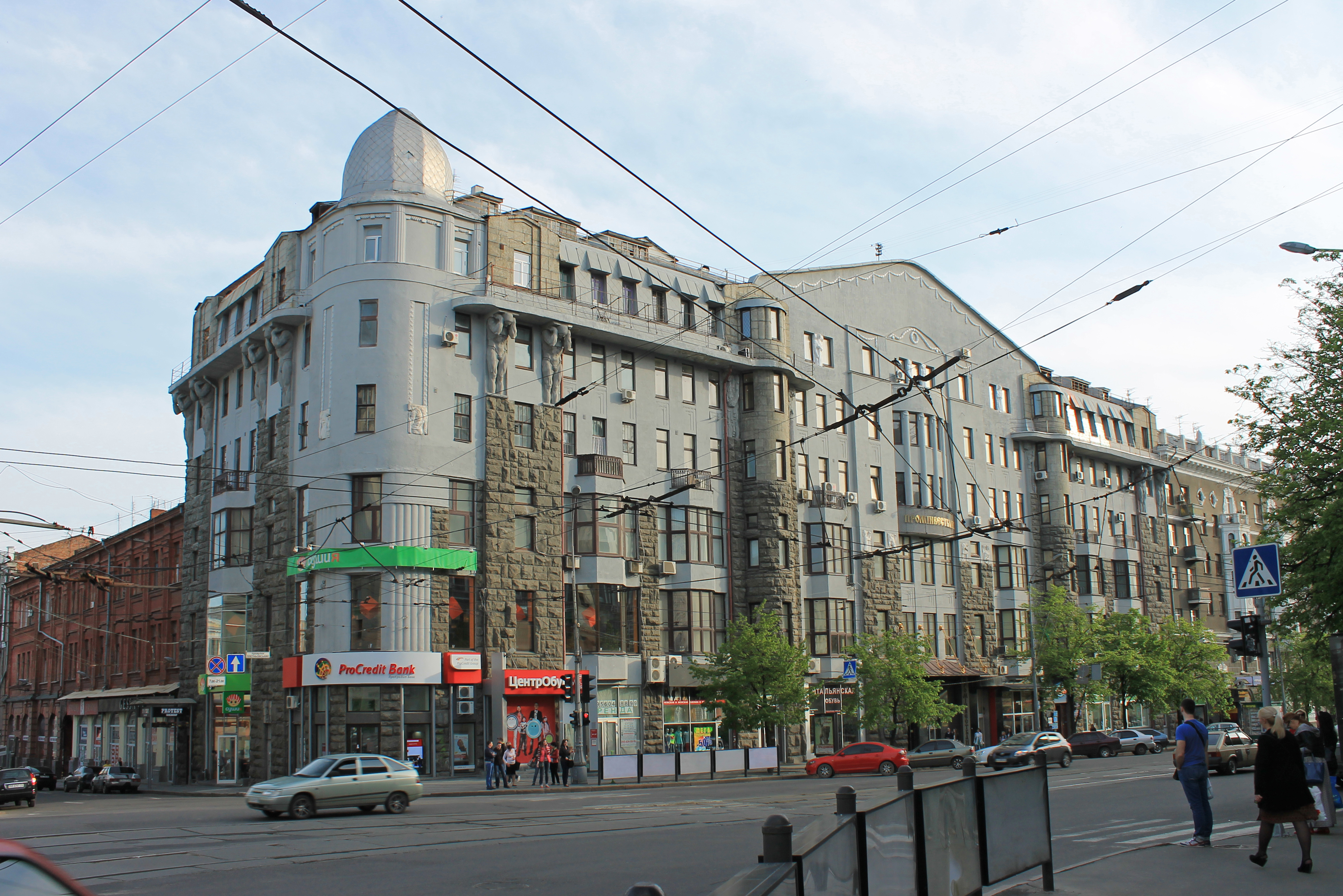
Павлівський майдан, 10. Харків

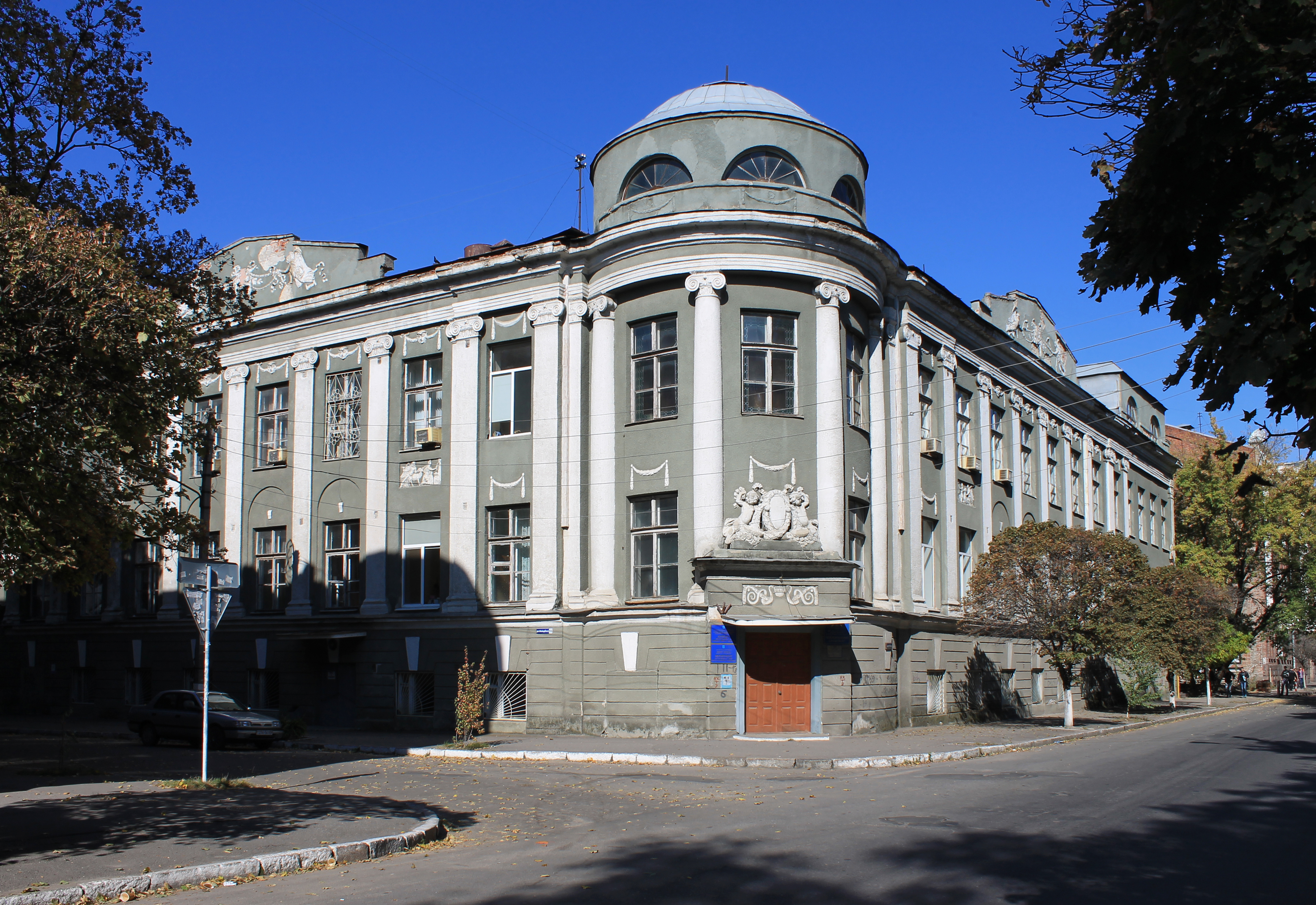
майдан Оборонний Вал, 5. Харків

- 1910 — текстильна мануфактура Міндовського[5]. Харків, вул. Різдвяна, 6[8]
- 1910 — текстильна мануфактура Бакакіна (нині — один з корпусів ХНТУСГ ім. Петра Василенка)[5]. Харків, вул. Різдвяна, 19
- 1912 — компанійський будинок, Харків, вул. Римарська, 6. В цьому будинку мешкав сам Ржепішевський О. І.[5] та архітектор Естрович В. А.
- 1913 — Міський купецький банк з готелем «Асторія» у співавторстві з архітектором М. В. Васильєвим. Харків, майдан Павлівський, 10
- 1913 — прибутковий будинок купця Молдавського[9]. Харків, вул. Дарвіна, 15
- 1913 — житловий будинок. Харків, вул. Михайля Семенка, 8
- 1914 — компанійський будинок, Харків, вул. Римарська, 19. В цьому будинку мешкав Ржепішевський О. І.
- 1914 — компанійський будинок, Харків, Німецький в'їзд, 6
- 1914 — особняк актора, керівника Харківського театру М. М. Синельникова[9]. Харків, вул. Дарвіна, 29
- 1914 — прибутковий будинок[10]. Харків, вул. Григорія Сковороди, 3
- 1914 — прибутковий будинок. Харків, вул. Михайля Семенка, 17
- 1914 — прибутковий будинок Макса Гельферіха[11]. Харків, вул. Чорноглазівська, 14
- 1914 — прибутковий будинок. Харків, вулиця Юлія Чигирина, 8
- 1915 — житловий будинок. Харків, вул. Мироносицька, 21
- 1915 — житловий будинок. Харків, вул. Дарвіна, 4
- 1915 — лікарня Червоного хреста. Харків[12], майдан Оборонний Вал, 5.

У Ялті за його проєктом збудовано санаторій «Долосси».
Автор декількох будинків на Садовому кільці у Москві та особняка промисловця А. Ребіндера у Шебекіно (Курська губернія).

вул. Дарвіна, 29. Харків.
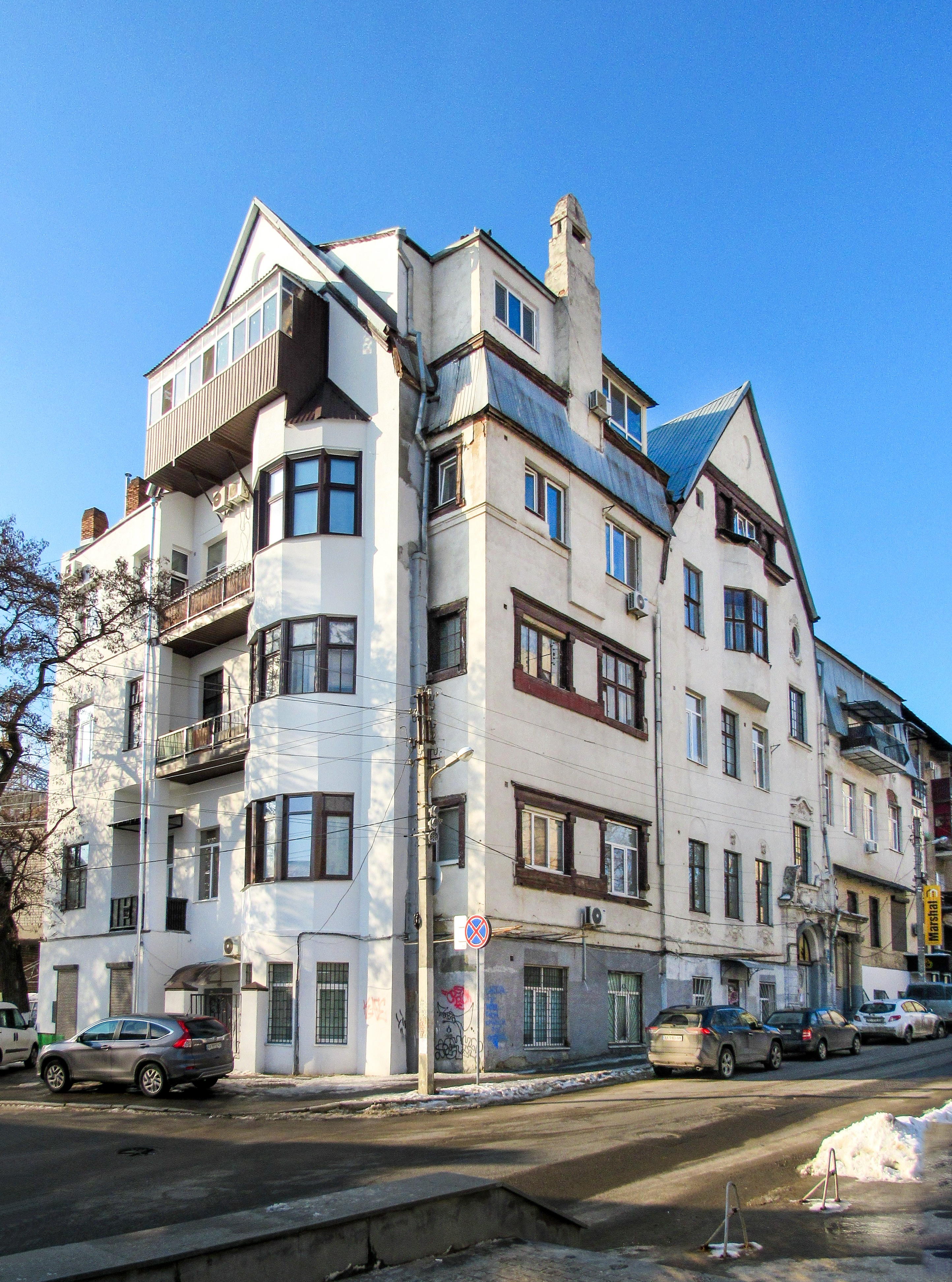
вул. Чорноглазівська, 14, Харків
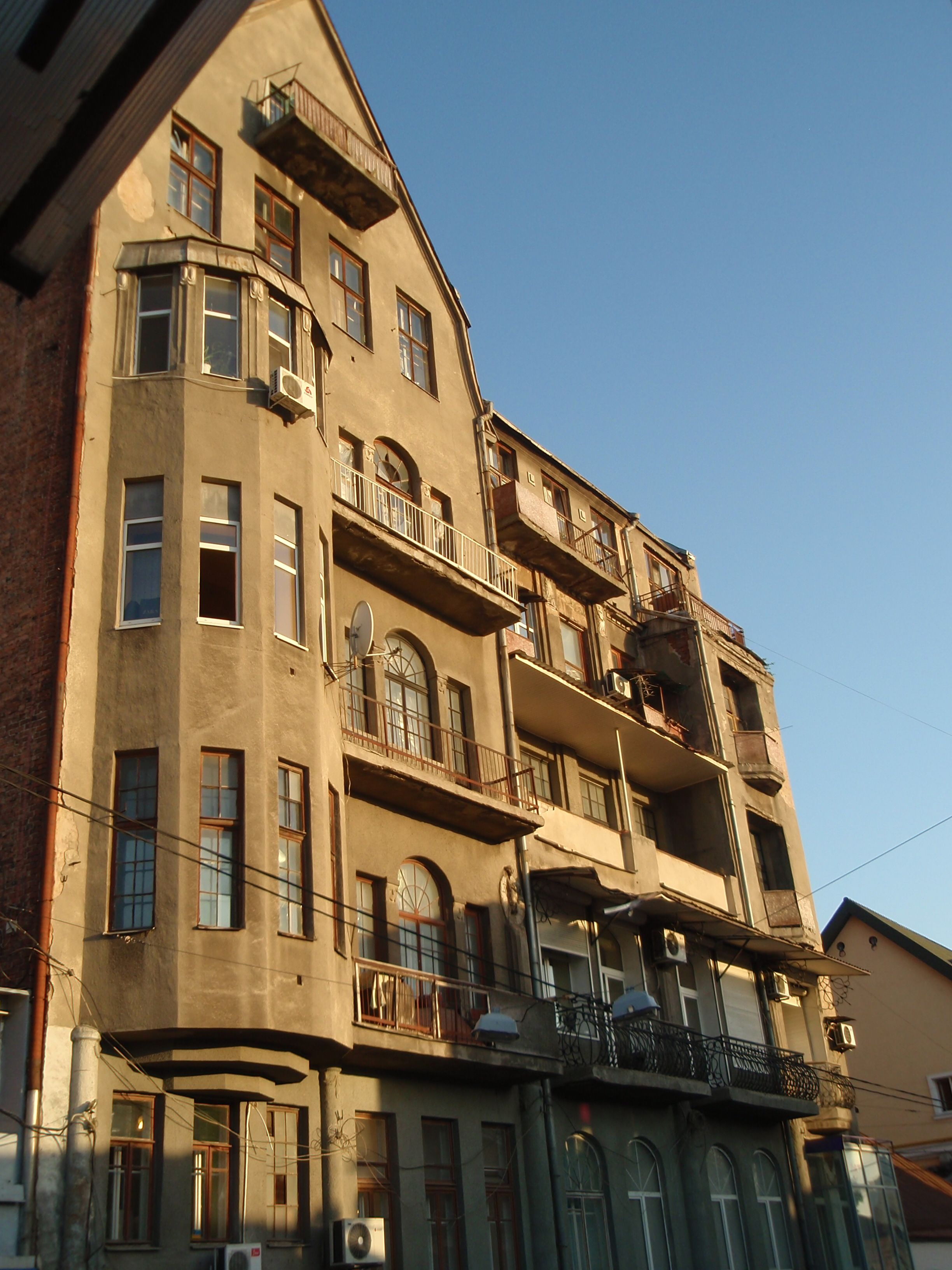
вул. Римарська, 6, Харків.
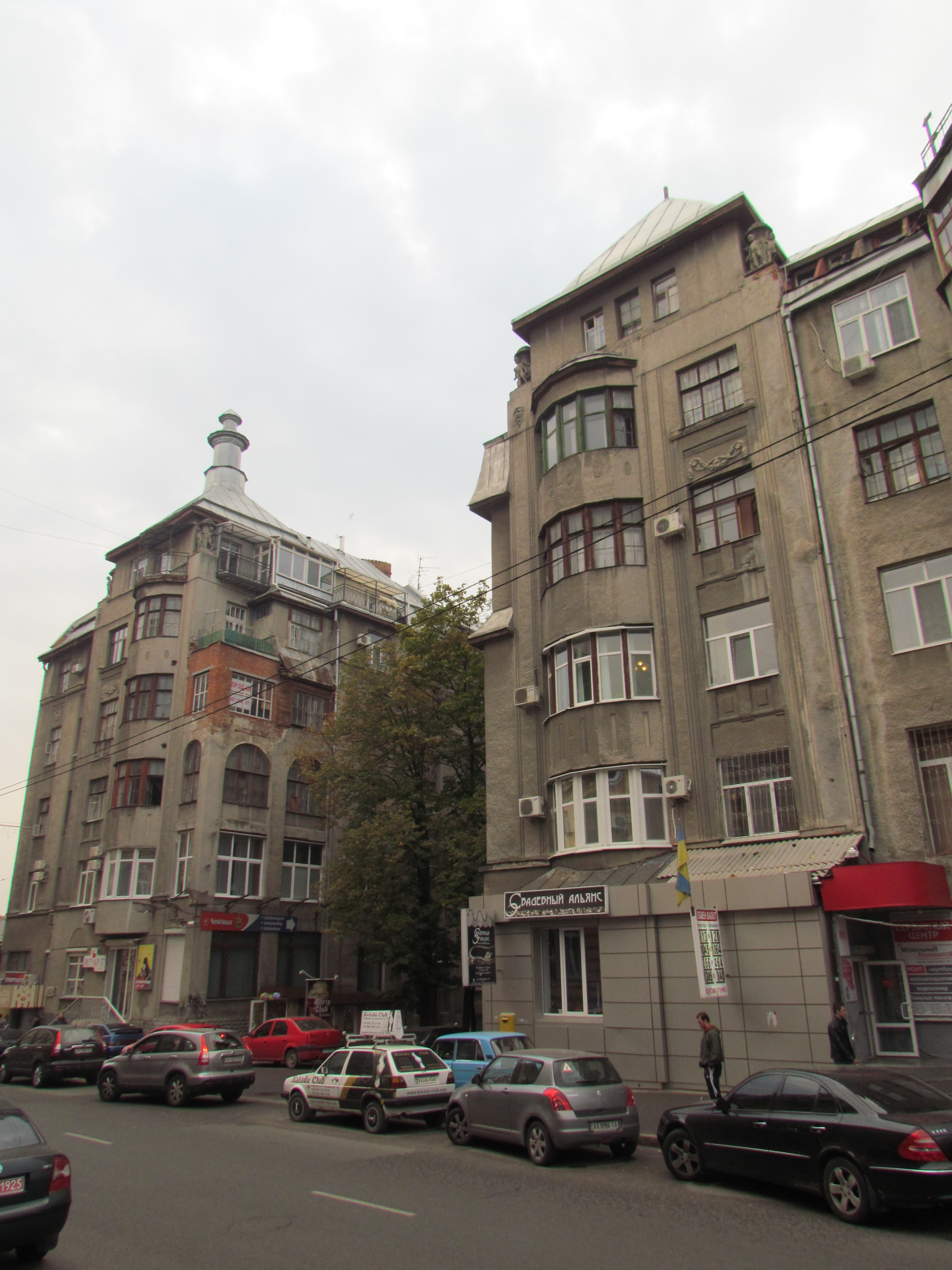
вул. Римарська, 19. Харків.